# Stephen Nikola Bartulica
Stephen "Stjepo" Nikola Bartulica (Saint Joseph, Missouri, 23. svibnja 1970.) hrvatski je docent, političar te međunarodni tajnik stranke Dom i nacionalno okupljanje. Trenutno obnaša dužnost zastupnika u Europskom parlamentu, u kojemu je član Europskih konzervativaca i reformista (ECR).
Bio je zastupnik u 10. i 11. sazivu hrvatskog Sabora kao član Domovinskog pokreta (DP). Obavljao je dužnost predsjednika Kluba DP-a u Saboru i međunarodnog tajnika stranke.

## Rani život i dolazak u Hrvatsku
Bartulica je rođen 23. svibnja 1970. godine u Saint Josephu, u američkoj saveznoj državi Missouri, u obitelji hrvatskih doseljenika. Njegov otac, Nikola Bartulica, rođen je u Splitu, a završio je Medicinski fakultet u Zagrebu. Specijalizirao je psihijatriju, te bio jedan od prvih psihijatara koji je ispitivao vidioce u Međugorju, i to u listopadu 1981. godine. Nakon ispitivanja rekao je da za njega "nije bilo sumnje da su ukazanja bila stvarna". Nikola se 1960-ih godina preselio u SAD, gdje upoznao svoju suprugu, rođakinju Juraja Njavre porijeklom iz Vinkovaca.
Stephen ima tri mlađa brata i jednu sestru, od kojih su dva brata svećenici. Pokojni Angelo Bartulica bio je svećenik Banjolučke biskupije u Bosni i Hercegovini.
Nakon benediktinskog internata, Stephen Nikola Bartulica upisuje studij političkih znanosti na Sveučilištu u Missouriju. Nakon diplomiranja 1992. godine dolazi u Hrvatsku, gdje se zapošljava u Ministarstvu vanjskih poslova.
Učlanjuje se u Domovinski pokret, te na izborima 2020. godine ulazi u Sabor.
Na izborima za Europski parlament u Hrvatskoj 2024. izabran je za zastupnika u Europskom parlamentu, u kojemu je postao članom Europskih konzervativaca i reformista (ECR).
Dana 31. kolovoza 2024. godine napušta Domovinski pokret zbog nezadovoljstva s vodstvom stranke. Kasnije s bivšim članovima Domovinskoga pokreta osniva stranku Dom i nacionalno okupljanje (DOMiNO) te postaje međunarodni tajnik stranke.

## Osobni život
Oženjen je i ima četiri sina. Osim hrvatskog i engleskog, tečno govori njemački i talijanski jezik. Uzor mu je bio papa Ivan Pavao II. Godine 1996. u Zagrebu upoznaje buduću suprugu, porijeklom s otoka Prvića, tada studenticu Pravnog fakulteta u Zagrebu.

## Kontroverze
U lipnju 2024. godine na Indexu je objavljen istraživački članak koji u pitanje dovodi transparentnost financija te imovine Bartulice i njegove žene zbog slične visine mjesečnih prihoda i isplate kredita, pri čemu je optužen da skriva dio svojih prihoda. Bartulica je izjavio da svakodnevne životne troškove podmiruje sredstvima koje mu je darovala majka, a da mu s kreditom pripomaže sudužnik, dok je članak ocijenio kao »kampanju blaćenja radikalne ljevice i njihovih saveznika«.
Nakon održanih EU izbora u lipnju 2024., na kojima je ostvario mandat, Bartulica se za »poruku onima koji njega i njegovu obitelj zlostavljaju u medijskom prostoru« do sjedišta Domovinskog pokreta dovezao u Ferrariju, kojeg tvrdi da je dobio na posudbu kao »gestu nekih ljudi koji su bili uz [njega] svo ovo vrijeme kada je bilo teško«. Neki hrvatski političari izrazili su negodovanje tim činom, među kojima su i Bartuličini stranački kolege Josip Dabro i Ivan Penava, ali i premijer Andrej Plenković.